# Cesare Giuseppe De Michelis
Cesare Giuseppe De Michelis (Roma, 20 aprile 1944) è un filologo, storico e letterato italiano.

## Biografia
Figlio di Eurialo De Michelis, cugino dell'editore Cesare De Michelis e del politico Gianni De Michelis, è professore emerito dell'Università "Tor Vergata" di Roma. Ha compiuto tutti gli studi all'Università degli studi di Roma "La Sapienza", completati da un anno presso l'Università Lomonosov di Mosca, laureandosi con Angelo Maria Ripellino e Tullio De Mauro. Nel 1968 ha iniziato a lavorare all'Università di Roma come borsista; nel 1971 incaricato di Lingua russa all'Università di Camerino, dal 1972 di Lingua e letteratura russa all'Università di Bari, dove nel 1977 ha vinto il concorso a cattedra, dal 1981 è stato trasferito all'Università di Tor Vergata.Ha coordinato nel 1977 la sezione letteraria della biennale di Venezia sul dissenso ed è stato per un decennio Coordinatore del Dottorato di Ricerca in Slavistica. Ha tenuto conferenze e seminari in varie città e Università straniere: Mosca, Pietroburgo, Parigi, Ginevra, Basilea, Praga, Gerusalemme, Yale e Stanford University (USA). Le sue ricerche principali (sulla storia dei Protocolli dei savi di Sion e sugli Eretici di Novgorod-Mosca, sec. XV) sono comparsi in inglese e in russo; altri suoi saggi in francese e in tedesco.
Accanto all'attività accademica, ha partecipato alla redazione di riviste scientifiche ("Angelus Novus", “Russica Romana” e “Protestantesimo”) e ha svolto attività pubblicistica (collaborando con la pagina culturale de “la Repubblica”) ed editoriale (dirigendo la collana "Le betulle" dell'ed. Marsilio di Venezia). È membro corrispondente della Società “Puškin” di Mosca; nel 1997 ha ottenuto il "Premio Calabria" per le Letterature straniere.
Nella prima fase della sua attività di ricerca, s'è dedicato essenzialmente alla letteratura russa dell'età d'argento, dal simbolismo al futurismo, culminando nella ricostruzione dei rapporti tra futurismo italiano e futurismo russo. Successivamente, s'è rivolto a studi settecenteschi, e in seguito relativi alla storia religiosa, da cui sono scaturiti i saggi sulla storia del papa come Anticristo in Russia, e sulla eresia "giudaizzante" di Novgorod, intesa come manifestazione russa della diaspora valdo-husita (sec. XV). S'è infine dedicato alla questione dell'antisemitismo russo, procedendo a un'analisi filologica del principale testo da esso scaturito, i "Protocolli dei Savi di Sion".

## Multimedia
- "Cesare G. De Michelis racconta Fëdor Dostoevskij e la ricerca della verità" regia di Michele Calvano, DVD (Il Caffè Letterario - Il racconto dei grandi della letteratura), Gruppo Editoriale L'Espresso, Roma 2010
- "Cesare G. De Michelis racconta Lev Tolstoj e il romanzo immortale" regia di Michele Calvano, DVD (Il Caffè Letterario - Il racconto dei grandi della letteratura), Gruppo Editoriale L'Espresso, Roma 2010